# Hình ảnh
Xem các nghĩa khác tại Hình ảnh (định hướng)

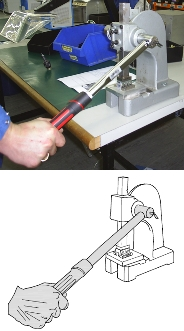
Hình trên là hình được chụp ảnh lại. Hình dưới là hình được xây dựng bằng đồ họa máy tính.

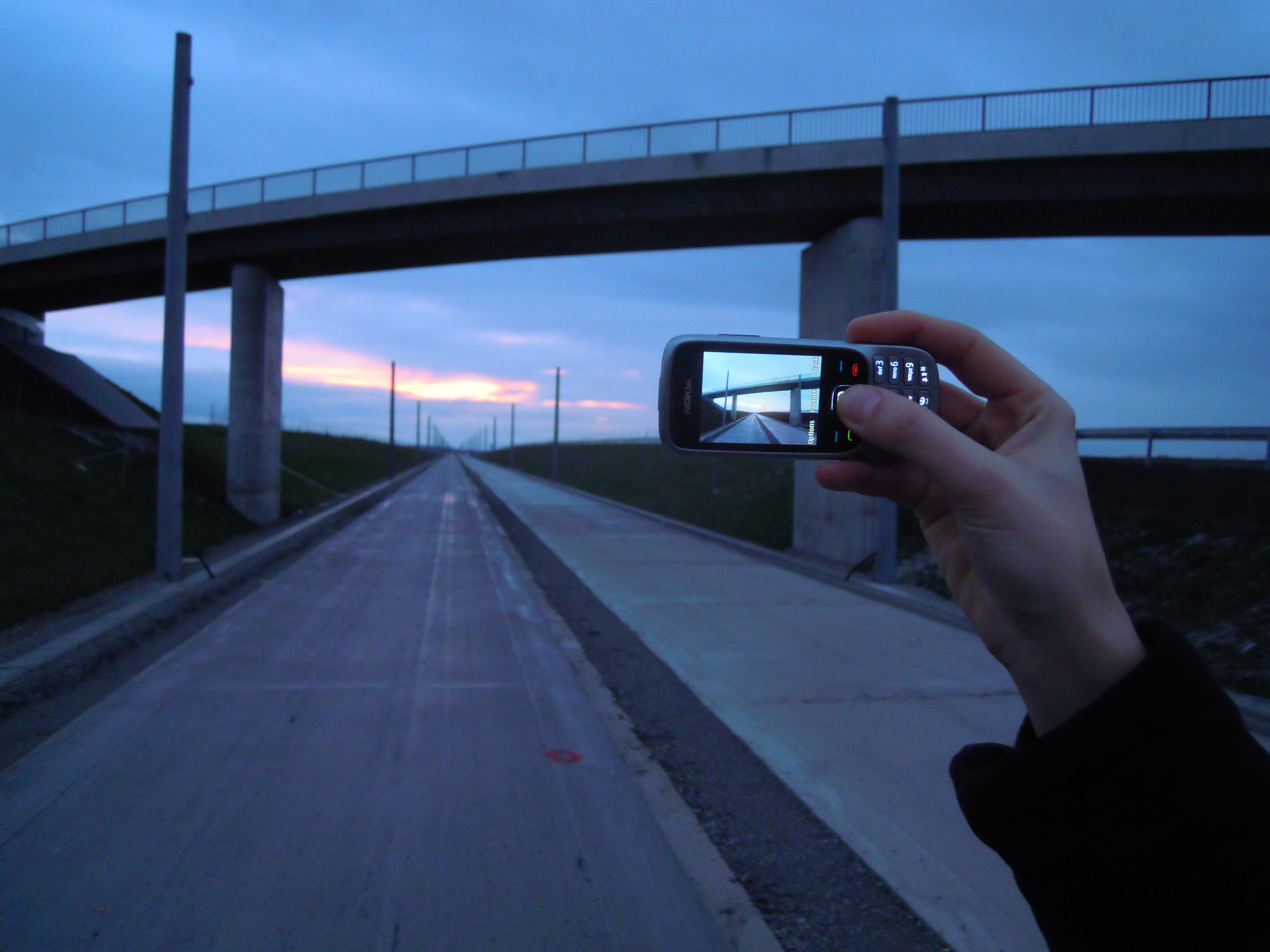
Chụp hình bằng một chiếc điện thoại

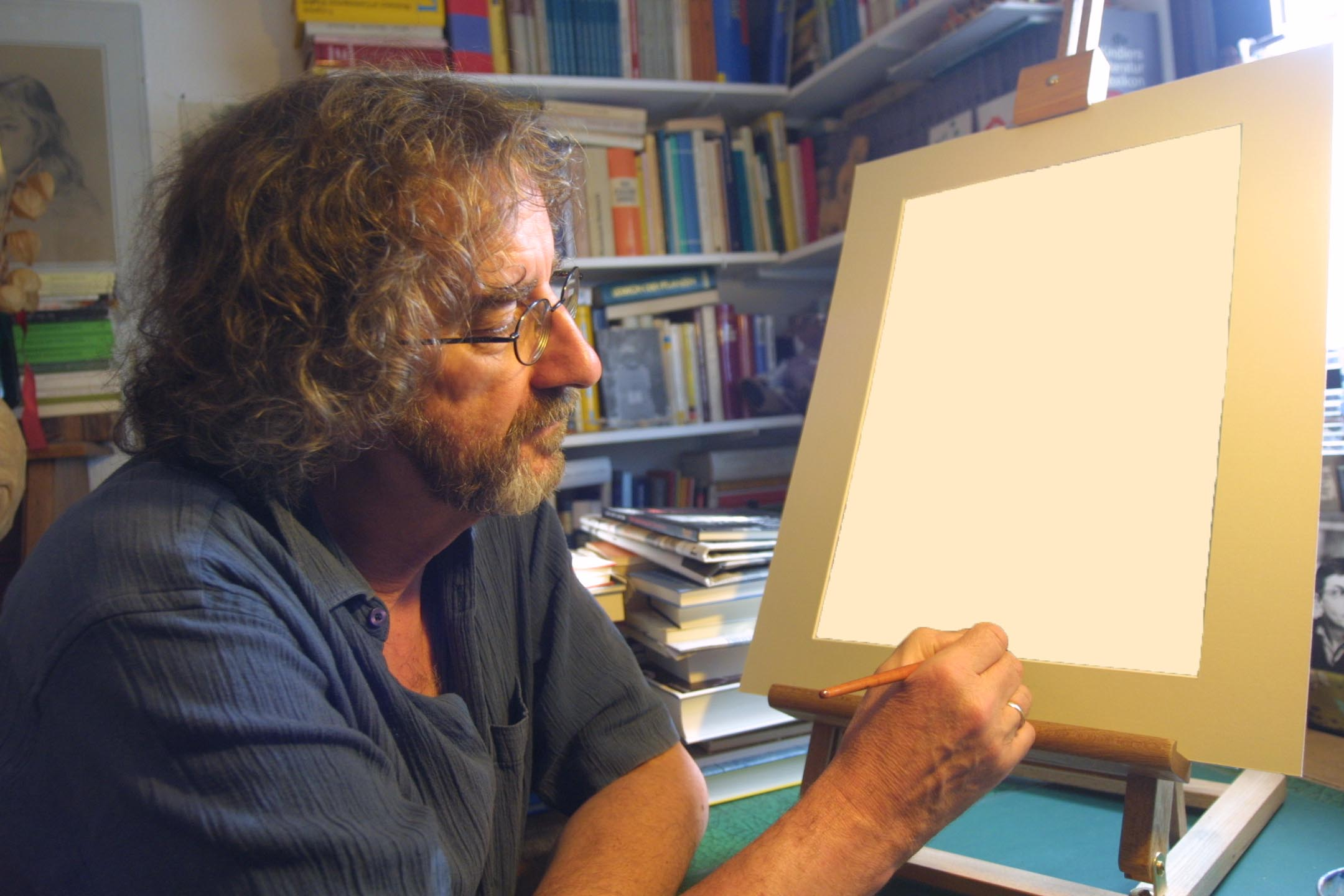

Một bức hình, tấm ảnh, hay hình ảnh thứ ghi lại hay thể hiện/tái tạo được cảm nhận thị giác, tương tự với cảm nhận thị giác từ vật thể có thật, do đó mô tả được những vật thể đó.

## Đặc điểm
Hình ảnh có thể có hai chiều, như thể hiện trên tranh vẽ trên mặt phẳng, hoặc ba chiều, như thể hiện trên tác phẩm điêu khắc hoặc hologram. Hình ảnh có thể được ghi lại bằng thiết bị quang học – như máy ảnh, gương, thấu kính, kính viễn vọng, kính hiển vi do con người tạo ra, hoặc bởi các cơ chế tự nhiên, như mắt người hay mặt nước. Hình ảnh có thể được dùng theo nghĩa rộng, thể hiện bản đồ, đồ thị, nghệ thuật trừu tượng. Với nghĩa này, hình ảnh có thể được tạo ra mới hoàn toàn, thay vì ghi chép lại, bằng cách vẽ, tạc tượng, in ấn hay xây dựng bằng đồ họa máy tính. Hình ảnh tưởng tượng xuất hiện trong suy nghĩ của con người, tương tự như trí nhớ. Hình ảnh chuyển động có thể là phim, video, hoạt hình.

## Ý nghĩa
Hình ảnh có ý nghĩa đối với trí nhớ và kí ức, tâm trí và một hình ảnh có giá trị bằng hàng ngàn từ, theo các chuyên gia, não của con người ghi nhớ theo các hình ảnh nên nó sẽ dễ tiếp thu thông tin dưới dạng hình ảnh hơn Ngạn ngữ cổ có câu: "Bạn sẽ quên những gì bạn nghe; bạn sẽ nhớ những gì bạn thấy; bạn sẽ hiểu những gì bạn làm", ngạn ngữ Ả rập có câu: "Một trí nhớ tốt không bằng một nét mực mờ".

## Ảnh 2 chiều (2D)
Hình ảnh hai chiều (2D) là hình ảnh đại diện cho một thứ gì đó được thể hiện chỉ bằng hai chiều không gian. Thường có dạng hình chữ nhật. Tính đến năm 2022, ảnh 2D là định dạng phổ biến nhất.

## Ảnh 3 chiều (3D)
Ảnh 3 chiều (3D) ít phổ biến hơn hình ảnh hai chiều. Hình ảnh ba chiều đưa vào nhận thức của hệ thống thị giác về độ sâu để khắc họa thông tin thị giác một cách chính xác hơn.